# 島田昌和
島田 昌和（しまだ まさかず、1961年 - ）は、日本の経営学者。博士（経営学）（明治大学・論文博士・2005年）。経営史において渋沢栄一の研究に業績を発表している。学校法人文京学園理事長でもある。

## 学歴
- 1983年 早稲田大学社会科学部社会科学科卒業
- 1987年 早稲田大学大学院経済学研究科博士前期課程修了
- 1993年 明治大学大学院経営学研究科博士課程（単位取得満期退学）

## 学位
- 1987年 経済学修士 (早稲田大学)
- 2005年 博士（経営学） (明治大学)

## 主な経歴
- 1993年 文京女子大学経営学部専任講師
- 2001年 文京女子大学経営学部教授（2005年より文京女子大学は文京学院大学に改称）
- 2016年 現在、学校法人文京学園理事長・文京学院大学経営学部教授

## 主要な研究業績
- 1995年 渋沢栄一の企業者活動と関係会社, 革新の経営史
- 1998年 渋沢栄一の企業者活動とその周辺経営者, 明治大学経営論集45/2-3-4, p63
- 2003年 草創期の経営者・渋沢栄一：出資と企業育成, 組織科学36/4,p46-55
- 2005年 「リコーの複写機事業の失敗と再生」(石崎琢也と共同執筆) 宇田川勝、佐々木聡、四宮正親編『失敗と再生の経営史』 有斐閣
- 2007年 『渋沢栄一の企業者活動の研究－戦前期企業システムの創出と出資者経営者の役割』 日本経済評論社
- 2008年 『進化の経営史－人と組織のフレキシビリティ』(橘川武郎と共編) 有斐閣
- 2013年 『渋沢栄一と人づくり（橘川武郎,田中一弘と共編著）有斐閣

## 関係者
- 島田依史子 - 祖母、学校法人文京学園初代理事長、元文京女子短期大学学長
- 島田和幸 - 父、同2代理事長、元文京女子短期大学学長
- 島田燁子 - 母、学校法人文京学園学園長、同3代理事長・元文京学院大学学長